# Gaikai
Gaikai — сервис облачных игр, использующий концепцию облачных вычислений
(англ. Cloud computing). Сервис разрабатывался частной компанией «Gaikai B.V.», которая расположена в Амстердаме, Нидерланды и основана в ноябре 2008 года. Сервис Gaikai являлся прямым конкурентом OnLive - структурно и функционально они были очень похожи. Сервис Gaikai являлся игровым эквивалентом облачных вычислений: игра располагается и обрабатывается на стороне удалённого сервера, а пользователям поставляются лишь результирующие данные (видео и звук) через интернет-соединение.
Как и OnLive, Gaikai был анонсирован на международной выставке Game Developers Conference 2009, которая проходила в Сан-Франциско с 23 по 27 марта 2009 года. Тогда было заявлено, что финальный релиз Gaikai будет готов в конце 2009-го или на начале 2010 года.
В 2012 году игровой сервис Gaikai приобрела компания Sony. Сумма сделки составила 380 миллионов долларов. Сервис будет интегрирован в PlayStation Network и теперь называется Playstation Now. С его помощью будет осуществляться трансляция игр на широкий спектр устройств компании, включая Playstation 4, PlayStation 3, PlayStation Vita, телевизоры, планшетные компьютеры и смартфоны. Это даст возможность пользователям играть как в полноценные масштабные игры, так и в казуальные проекты на любых устройствах — понадобятся лишь высокоскоростной Интернет и браузер.

## Описание и принцип работы

### Общие принципы
При использовании сервиса Gaikai, в соответствии с моделью облачных вычислений, все вычисления, необходимые для компьютерной игры (графический, физический, звуковой, ИИ движки и др.), производятся на удалённом сервере. Также на сервере размещены все файлы игры, а также профили пользователей и сохранённые игры. Для игры пользователю необходимо иметь средства для ввода (клавиатура, компьютерная мышь и др.) и вывода (дисплей, колонки) информации, простейшую компьютерную платформу[прояснить] (например, нетбук) и достаточно широкое и стабильное интернет-соединение. Далее пользователю необходимо зайти на сервис Gaikai и «запросить» нужную игру, после чего на локальный компьютер пользователя будут транслироваться аудио- и видеоданные. Таким образом, любой компьютер, который может проигрывать видео, способен работать с системой Gaikai.
Для своей работы Gaikai использует технологию «Streaming Worlds™». Gaikai использует для работы на клиентской стороне только веб-браузер — все данные через интернет поставляются в окно браузера. В отличие от конкурента OnLive, Gaikai не требует устанавливать дополнительный плагин для браузера — он будет использовать только технологию Adobe Flash. Ещё одним заявленным преимуществом Gaikai по сравнению с OnLive является более низкие требования к скорости интернет-соединения: Gaikai нуждается в канале с пропускной способностью от 500 Кбит/сек до 2 Мбит/сек (для OnLive необходимо от 1.5 до 5 Мбит/сек). Все передаваемые пользователем данные, такие как нажатия клавиш клавиатуры, перемещение компьютерной мыши и нажатие на её клавиши, передаются на сервера Gaikai по шифрованному соединению.

### Задержки и сеть серверов
На «Develop Conference» Дэвид Перри уточнил технические характеристики Gaikai. По его словам, для Gaikai требуется интернет-соединение с пропускной способностью канала 1,5 Mbps. Задержка (latency) будет составлять около 55 миллисекунд. «Наша цель была оставаться ниже 100 миллисекунд, но мы бы хотели достичь 55 миллисекунд, если сможем», — заявил Перри. Согласно Перри, в калифорнийском городе Ирвайн (англ. Irvine) находится один из серверов, и задержка сигнала от этого сервера до личного офиса Перри, который расположен на другом конце Калифорнии, составляет около 20 миллисекунд. «А это — вся длина Англии», — добавил Перри.
Когда пользователь на своём локальном компьютере подключается к Gaikai, то локальная программа «прозванивает» все доступные серверы и выбирает для соединения сервер имеющий минимальное значение задержки (latency).
В отличие от OnLive, серверы которой в настоящее время размещены или размещаются только на территории США, серверы Gaikai будут также размещены и в Европе, а именно в Амстердаме. Более того, выступая на конференции «Develop Conference» в английском городе Брайтоне, Перри заявил, что планирует разместить серверы Gaikai в каждом крупном городе мира.
Заявлено, что качество передаваемого пользователю видео будет автоматически подстраиваться к скорости соединения. В частности, интенсивность компрессии данных будет зависеть от производительности процессора пользователя и пропускной способности интернет-канала.
Gaikai будет использовать масштабируемую бизнес-модель (англ. scaling business model) серверов, в отличие от OnLive, которая использует пиковую бизнес-модель (англ. peak business model). Согласно масштабируемой модели, изначально сеть серверов Gaikai будет небольшой и маломощной, но с увеличением пользователей будут вводиться в работу новые серверные станции.

### Потребители
20 июля 2009 года в интервью сайту GamesIndustry.biz стала известна целевая аудитория Gaikai. «Gaikai не создан для хардкорных геймеров <…> это просто не наша аудитория. Gaikai предназначается для тех сотен миллионов, которые никогда не играли, к примеру, в Mario Kart, однако хотят попробовать эту игру. Они ещё не знают, что такое настоящие игры, они играют в Flash-игры, они ещё не пробовали EVE Online, Spore и LEGO Star Wars. Эти люди никогда в жизни не покупали консоли, они просто ещё не успели познакомиться с миром интерактивных развлечений», — заявил Перри.

## История
Gaikai был анонсирован на международной выставке Game Developers Conference 2009, которая проходила в Сан-Франциско с 23 по 27 марта 2009 года. Однако, как позже заявил Перри, его команда собиралась анонсировать «Gaikai» на выставке E3 2009, однако анонс OnLive на GDC 2009 вынудил Перри к ответному шагу. Тем не менее, на E3 2009 Gaikai показан не был, что было объяснено осложнениями, касающимися патентных заявок.
1 июля 2009 года Дэвид Перри опубликовал в своём личном блоге новые данные по Gaikai, а также демонстрационное видео. На видео демонстрировались некоторые игры, включая Mario Kart 64 и World of Warcraft, работающие в окне браузера. В своём блоге Перри заявил, что во время демонстрации сервер находился на расстоянии 800 миль от клиента, с пингом в 21 миллисекунду. На клиентской машине Перри Gaikai работал в браузере Mozilla Firefox с операционной системой Windows Vista. Перри заявил: «Мы разработали это [имеется в виду — Gaikai] для реального интернета. Мы не заявляем, что имеем 5 000 страниц с патентами, нам не потребовалось семь лет, и мы не заявляем о том, что разработали специализированный аппаратный чип для кодирования с одно-миллисекундной задержкой. Как вы видите, мы не нуждаемся во всём этом, и поэтому наши расходы будут намного меньшими».
В этот же день сайт GameSpot опубликовал интервью с Дэвидом Перри, в котором последний рассказывал о сервисе Gaikai, о его различии с OnLive, об отношениях с издателями и о бизнес-модели. Согласно интервью, закрытое бета-тестирование Gaikai будет проводиться только на территории Калифорнии, а потом, через некоторое время, открытое бета-тестирование будет в масштабе всех США.
Несколькими днями позднее Перри заявил, что Gaikai сможет работать в браузере игровой консоли PlayStation 3.

### Дэвид Перри и Gaikai на «Develop Conference»
14 июля 2009 года Дэвид Перри выступал на игровой конференции «Develop Conference», которая проводилась в английском городе Брайтоне (англ. Brighton). Здесь он раскрыл множество сведений касательно Gaikai, а также касательно будущего игровой индустрии в целом. В частности, он заявил о том, что собирается разместить сервера Gaikai в каждом крупном городе мира, а также предсказал смерть физических носителей для игр и 100%-й переход всех игр в онлайн с помощью облачных вычислений. «До 100%-го перехода игр в онлайн осталось ждать не так долго», — заявил Перри. Согласно его выступлению, 67 % территории Великобритании и 60 % территории США покрыто интернет-соединениями, достаточными для работы «Gaikai».
20 июля 2009 года сайт GamesIndustry.biz опубликовал обширное интервью с Дэвидом Перри, которое взял у него на «Develop Conference». В интервью Перри раскрыл множество новых сведений и подробностей касательно Gaikai. 28 июля GamesIndustry.biz опубликовал продолжение данного интервью с Перри, в котором последний более обширно осветил техническую сторону Gaikai, а также рассказал о проекте GameInvestors.com.
Журнал Edge также взял у Перри интервью на «Develop Conference».

### Gaikai на GamesCom 2009
На международной выставке GamesCom 2009, которая проходила с 19 по 23 августа 2009 года, присутствовала демонстрация Gaikai. На выставке Перри предоставил журналисту сайта IGN.com Кезу МакДональду (англ. Keza MacDonald) возможность опробовать сервис «вживую»; демонстрация снималась на видеокамеру. 10 сентября 2009 года данный видеоролик попал в публичный доступ.

### Закрытая бета-версия
9 сентября 2009 года было объявлено о начале закрытого бета-тестирования Gaikai. Бета-тестирование начнётся в конце сентября на территории Европы. По словам Перри, Европа была выбрана в качестве стартовой площадки потому, что 3 основных разработчика Gaikai являются европейцами. Подписаться на бету можно на официальном сайте Gaikai. «Наша закрытая бета преследует две цели, — сообщил Перри. — Целью номер один является поставить наши серверы на колени, чтобы мы могли выбрать финальную конфигурацию сервера перед их закупкой в больших количествах. Целью номер два является тестирование старых компьютеров. <…> Мы действительно хотим получить для тестирования множество офисных компьютеров с базовой конфигурацией, использующих Windows XP, чтобы мы могли убедиться в том, что можем охватить максимально широкую аудиторию».

### Приобретение компанией Sony
В конце мая 2012 года появилась информация о том, что Sony рассматривает возможность покупки компании OnLive или Gaikai, которые являются ведущими компаниями по предоставлению облачных игр. Стоит отметить, что руководитель по выпуску продуктов в Gaikai Нани Ривс (англ. Nanea Reeves) в январе 2012 года заявил, что не у всех сейчас существующих производителей консолей будет приставка следующего поколения, и пообещал больше подробностей на выставке E3 2012.
31 мая 2012 года Gaikai начала рассылать приглашения на презентацию, обозначая её предмет как что-то, что потенциально изменит будущее видеоигр, консолей и как люди играют в игры. Одновременно с этим появились слухи, которые логически связали с информацией о возможном приобретении OnLive или Gaikai: Sony допускает, что следующая консоль будет поддерживать только загружаемые игры, и привода для оптических дисков в ней не будет, а приобретение компании с огромным опытом в облачных технологиях для игр позволит осуществить обратную совместимость со старыми играми для прошлых консолей от Sony. Руководящие же представители компании заявляли, что поддержка розничного рынка для распространения игр для консолей следующего поколения является обязательным. В итоге «большим анонсом», о котором говорили Gaikai, оказалось сотрудничество с Machinima.com: Gaikai будет хранить видео, подготавливаемые ресурсом, на своей платформе, ресурс, видимо, больше не будет использовать для своих нужд YouTube. Руководитель же Gaikai Дейв Перри (англ. Dave Perry) опроверг слухи о приобретении своей компании Sony и об облачных играх для приставки этой компании, заявив: «Я встречался с представителями большой тройки с самого начала и хочу вам сказать, что они слушают и хотят понимать, что происходит в нашей сфере. Честно, я не могу представить консоль будущего без облачных технологий. Они могут откладывать их внедрение сколько угодно долго, но без этого никуда. Думаю, что у всех трех появится облако».
Развитие истории отношений Sony и Gaikai получила в начале июля 2012 года, когда официально объявлено — игровое подразделение компании Sony приобрела Gaikai за 380 млн долларов США. До этого в конце июня того же года стало известно, что Gaikai хочет перестать быть частной компанией и стать подразделением какой-нибудь более крупной структуры, планируя выручить порядка 500 млн долларов США за продажу, что связано с вялым притоком инвестиций — с 2010 года в компанию было инвестировано всего 45 млн долларов США. Sony же называет это приобретение «инвестицией в будущее», так как Интернет всё ещё недостаточно быстр даже в самых развитых регионах. Подтверждено, что уже ведётся какая-то работа в направлении использования сервисов Gaikai в консоли Playstation (хотя спецификация другого «железа» от Sony всё ещё предполагает интеграцию с сервисами Onlive). Дейв Перри (англ. Dave Perry) же считает, что облачные технологии дают возможность большим компаниям, которые не заняты в игровом бизнесе, приобщиться к успеху больших игр, таких, например, как игры серии Call of Duty. Отдельно Перри отметил смещение акцентов в сторону развития консольного направления в облачных технологиях, которые до этого концентрировались на работе с PC платформой, избегая взаимодействия с приставочным миром. О приобретении GaiKai положительно отозвался представитель OnLive, заявив, что данная сделка показывает, что облачные технологии (и облачные игры в частности) признаются крупными игроками и открывают большие возможности для компаний, использующих и разрабатывающих их.
11 октября 2012 года дизайн сайта Gaikai обновился, демонстрируя на заднем плане изображения из эксклюзивных для Playstation игр: Uncharted 2: Among Thieves, LittleBigPlanet 2, God of War, Killzone 3, что означает — подготовка к скорому запуску сервисов Gaikai на платформе Playstation не за горами. Возможно, что в каком-то виде они станут доступны уже на PS3.
7 января 2014 года Sony официально анонсирует сервис PlayStation Now, который позволит в первой своей версии играть в игры, предназначенные для PS3, на консоли PS4, а позже — и на PS Vita, телевизорах Bravia 2014 года выпуска, а позже и на другие устройства, производителями которых является не только Sony. Платформа PlayStation Now построена на основе технологий Gaikai. Сервис будет запущен в бета-версии для пользователей США в январе-феврале 2014 года, полноценный же запуск запланирован на лето 2014 года. Технология впервые продемонстрирована в действии на выставке CES 2014, из облака можно было поиграть в игры The Last of Us, God of War: Ascension, Beyond: Two Souls и Puppeteer (игры воспроизводились специальным телевизором Bravia без использования консоли). Хоть технология и находилась на стадии разработки, у журналистов остались только положительные впечатления: минимальный лаг, такая же графика, как на PS3, отсутствие дополнительных компонентов (не было консоли). Сама же Sony говорит, что новая платформа поможет создателям хороших игр быть более успешными, но она не заменит модель, по которой работает компания, а расширит её, так как её основа — предоставление контента, который пользуется популярностью, то есть — расширение аудитории пользоваталей с разными устройствами (не только от Sony). Некоторые же аналитики посчитали, что платформа PlayStation Now не имеет большого будущего, так как издателям невыгодно распространять через неё свои новые игры — это ударит по продажам этих игр на физических носителях и их цифровых версиях. Существует мнение, что издатели будут готовы отдавать в PlayStation Now только старый контент (от 2 лет и старше), основные продажи которого уже осуществлены.

## Исполнительная команда Gaikai B.V
- Дэвид Перри (англ. David Perry), создавший такие игры, как Earthworm Jim, MDK, Messiah и Enter the Matrix.[1][55]
- Эндрю Голт (англ. Andrew Gault)[1]
- Руи Перейра (англ. Rui Pereira)[1]